# پچانیتسا
پچانیتسا (به صربی: Pečanica) یک منطقهٔ مسکونی در صربستان است که در ولیکو گردیشت واقع شده‌است. پچانیتسا ۴۵۳ نفر جمعیت دارد.